# Beacon Valley
Das Beacon Valley ist ein eisfreies Tal im ostantarktischen Viktorialand. In den Quartermain Mountains liegt es zwischen dem Pyramid Mountain und den Beacon Heights. 
Kartografisch erfasst wurde es von Teilnehmern der Discovery-Expedition (1901–1904) unter der Leitung des britischen Polarforschers Robert Falcon Scott. Benannt wurde es bei einer von 1958 bis 1959 durchgeführten Kampagne im Rahmen der neuseeländischen Victoria University’s Antarctic Expeditions in Anlehnung an die Benennung der Beacon Heights.